# مينيو (لا كرونيا)
بلدية مينيو (بالإسبانية: Miño)‏، هي إحدى بلديات مقاطعة لا كرونيا إحدى مقاطعات إسبانيا، و التي تقع في منطقة جليقية شمال غرب إسبانيا.
يبلغ عدد سكانها 5.044 نسمة وفقاً لإحصائية سنة (2002).